# Cum nuper
Cum nuper es una encíclica del Papa Pío IX publicada el 20 de enero de 1858 y dirigida a los cardenales, arzobispos, episcopado y clero de Reino de las Dos Sicilias.
En este documento, el papa hace un llamamiento al clero para realizar un examen de conciencia por los actos de corrupción y abusos en dicho territorio -donde probablemente también ellos estaban involucrados- tras un devastador terremoto que él creía era castigo divino; además de pedir que oren por los efectos de dicha catástrofe, les solicitó que se organicen con el fin de satisfacer algunas necesidades que pudieran tener los fieles, mantener observancia en las normas canónicas y la aplicación de los Sínodos.